# Symphonie no 25 de Joseph Haydn
Pour les articles homonymes, voir Symphonie no 25.
La Symphonie no 25 en do majeur Hob. I:25 est une symphonie du compositeur autrichien Joseph Haydn, composée en 1763.

## Analyse de l'œuvre
La symphonie comporte trois mouvements :
1. Adagio (à , mesures 1 à 33) - Allegro molto (à 
), en do majeur, 187 mesures
2. Menuet et Trio, en do majeur, à 
, 50 mesures
3. Presto, en do majeur, à 
, 113 mesures

Durée : 15 minutes

## Instrumentation
- deux hautbois, deux bassons, deux cors, cordes, continuo.